# Vårgårda
Vårgårda ( PRONÚNCIA) é uma pequena cidade da província histórica da Västergötland, situada a 65 km a nordeste de Gotemburgo.                                                                                                                                                                                                                                                                                                                     

É a sede da comuna de Vårgårda, no condado da Västra Götaland, situado no sul da Suécia. 
Tem cerca de 5 683 habitantes (2020), muitos dos quais trabalham nas cidades vizinhas de Alingsås e Gotemburgo. 

## Comunicações
A cidade de Vårgårda é atravessada pela estrada europeia E20  (Malmö – Gotemburgo – Estocolmo), assim como pela linha do Oeste (Gotemburgo – Estocolmo). 